# Marcello Bazzana
Marcello Bazzana (* 4. Juli 1953 in Temù; † 17. Januar 2011 in Edolo) war ein italienischer Skispringer.
Bei den Olympischen Winterspielen 1976 in Innsbruck sprang Bazzana von der Großschanze auf den 51. Platz. Von der Normalschanze lag er nach Sprüngen auf 75 und 74,5 Metern punktgleich mit dem Jugoslawen Bogdan Norčič und dem Polen Adam Krzysztofiak den 38. Platz. Kurze Zeit nach den Spielen gewann Bazzana seinen ersten und einzigen italienischen Meistertitel. Es war der letzte große Erfolg seiner Karriere.